# Margaret Jones
Margaret Jones est née en 1613 et pendue le 15 juin 1648, est la première femme à être exécutée pour sorcellerie dans la colonie de la baie du Massachusetts.

## Procès et condamnation
La Baie du Massachusetts est le témoin d'une chasse aux sorcières de 1648 à 1693. Durant cette période environ quatre-vingts personnes dans toute la Nouvelle-Angleterre ont été accusées de pratiquer la sorcellerie : treize femmes et deux hommes ont été exécutés.

L'accusation pour sorcellerie de Margaret Jones est principalement due à sa pratique en tant que sage-femme et à ses connaissances en médecine. Le sort de Margaret Jones est relaté dans le journal du gouverneur John Winthrop et par les observations du ministre John Hale. John Winthrop, et plusieurs autres fondateurs de la colonie de la Baie du Massachusetts font partie du Tribunal général qui juge et condamne Margaret Jones pour sorcellerie. 

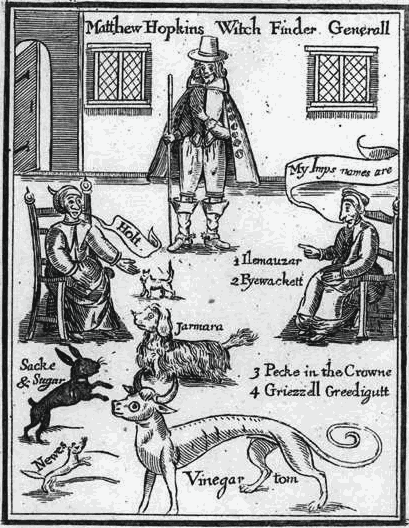
Matthew Hopkins, localisateur de sorcières, identifiant les lutins d'une sorcière, v. 1647

L'affaire contre Margaret Jones est fondée sur des preuves recueillies à l'aide des méthodes du général anglais Matthew Hopkins qui s'auto proclamait « le chasseur de sorcières en chef ». Le manuel de Hopkins sur la chasse aux sorcières a été publié un an avant la condamnation de Margaret Jones. L'une des méthodes utilisée est celle de « l'observation ». L'accusée est alors observée durant 24h, pendant laquelle elle doit rester dans une position spécifique, généralement avec les jambes croisées pendant une période de vingt-quatre heures. Si l'accusée est une sorcière alors un lutin viendrait la nourrir. L'observation de Margaret Jones a lieu le 18 mai 1648 et John Winthrop a enregistré qu'un lutin a été vu à la lumière du jour.
John Winthrop écrit dans son journal, à la date du 15 juin 1648  les six preuves utilisées dans l'inculpation et dans la condamnation à mort par pendaison, de Margaret Jones.
Margaret Jones « a un toucher si malin que de nombreuses personnes, hommes, femmes et enfants, qu'elle caresse ou touche avec sympathie ou avec contrariété sont pris de surdité, de vomissements ou d'autres douleurs violentes ». La deuxième preuve avancée par le tribunal relève, de l'utilisation par Margaret Jones, « de médicaments qu'elle indique comme inoffensifs comme les graines d'anis, mais qui peuvent entraîner effets épouvantables ». La troisième preuve mentionnée explique que Margaret Jones « a l'habitude de dire à ceux qui n'utilisent pas ses médicaments qu'ils ne seront jamais guéris. Et c'est ce qui a pu être observés, en effet les malades ou les blessés ne se sont pas rétablis, et sans que les médecins aient pu expliquer les raisons de leur non guérison» . La quatrième preuve concerne la capacité de Margaret Jones « de prédire des choses qui se sont véritablement réalisées, sans qu'elles puissent avoir aucune connaissance de ces faits ». La cinquième preuve est mise en évidence durant une fouille forcée que subi Margaret Jones, cette dernière « a un téton apparent aussi frais que s'il avait été sucé ; et après avoir été analysé lors de la fouille, ce dernier a flétri ». John Winthrop a également noté dans son journal, « qu'un officier a pu voir, alors que Margaret Jones est en prison, un enfant courir entre elle et une autre pièce puis a disparu. Ce même enfant a été vu dans deux autres endroits qui étaient connus de Margaret Jones ; et une femme de chambre qui le vit, tomba malade et fut guérie par Marguerite Jones ». Par ailleurs, John Winthrop note que lors de son procès Marguerite Jones, « fait preuve d'un comportement intempestif, que cette dernière ment incontestablement et qu'elle peste contre le jury et les témoins. Et le même jour et à l'eure de son exécution, il y a eu une très grande tempête au Connecticut, qui a fait provoquer la chute de nombreux arbres ».
John Hale, âgé de 12 ans lorsqu'il rend visite à Margaret Jones, le jour de sa condamnation a écrit dans son texte Modest Inquiry, que cette dernière fut condamnée notamment parce qu'elle s'était disputée avec ses voisins dont le bétail avait subi « certains méfaits ».  

## Postérité
- Margaret Jones est une figure citée dans l’œuvre féministe The Dinner Party de Judy Chicago, achevée en 1979[6].